# Darevskia mixta
Espèce
Synonymes
- Lacerta mixta Mehelÿ, 1909

Statut de conservation UICN

 NT  : Quasi menacé
Darevskia mixta est une espèce de sauriens de la famille des Lacertidae.

## Répartition
Cette espèce se rencontre en Géorgie et dans le nord-est de la Turquie.

## Publication originale
- (de) Méhely, 1909 : Materialien zu einer Systematik und Phylogenie der muralis-ähnlichen Lacerten. Annales historico-naturales Musei nationalis Hungarici, Budapest, vol. 7, n. 2, p. 409-621 (texte intégral).